# Geevarghese Divannasios Ottathengil
Geevarghese Divannasios Ottathengil (ur. 1 listopada 1950 w Kunnanthanam, zm. 16 stycznia 2018 w Tiruvalla) – indyjski duchowny katolicki obrządku syromalankarskiego, biskup diecezjalny Battery 1996-2010 i Puthur 2010-2017.

## Życiorys
Święcenia kapłańskie otrzymał 20 kwietnia 1978.
11 listopada 1996 papież Jan Paweł II mianował go biskupem diecezjalnym Battery. 5 lutego 1997 z rąk arcybiskupa Cyrila Baseliosa Malancharuvila przyjął sakrę biskupią. 25 stycznia 2010 objął godność biskupa diecezjalnego Puthur. 24 stycznia 2017 na ręce papieża Franciszka złożył przedwczesną rezygnację z zajmowanej funkcji.
Zmarł 16 stycznia 2018.